# Sons (film)
Pour les articles homonymes, voir Son.
Pour plus de détails, voir Fiche technique et Distribution.
Sons est un film américain réalisé par Alexandre Rockwell et sorti en 1989.

## Synopsis
Les trois fils d'un homme malade décident de l'emmener en France pour y retrouver la femme dont il était tombé amoureux pendant la seconde Guerre mondiale.

## Fiche technique
- Titre original : Sons
- Titre allemand : Söhne
- Réalisation : Alexandre Rockwell
- Scénario : Brandon Cole, Alexandre Rockwell
- Photographie : Stefan Czapsky
- Montage : Jay Freund
- Musique : Mader
- Pays d'origine :  États-Unis
- Dates de sortie : 
  - 1989 : Festival du cinéma américain de Deauville 1989
  - 9 novembre 1990 : Pays-Bas[1]

## Distribution
- Stéphane Audran : Florence
- Steve Axelrod : Pete
- Jennifer Beals : un travesti
- Elizabeth Bracco
- William Forsythe : Mikey
- Bernard Fresson : Baker
- Samuel Fuller : Father
- Judith Godrèche : Florence Jr.
- William Hickey : Roger

## Distinctions
- Nommé lors du Festival du cinéma américain de Deauville 1989[2]